# آنا ألكيد
آنا ألكيد (بالإسبانية: Ana Alcaide)‏ هي موسيقية ومغنية إسبانية، ولدت في 1976 في مدريد في إسبانيا.

## وصلات خارجية
- الموقع الرسمي
- آنا ألكيد على موقع ميوزك برينز (الإنجليزية)
- آنا ألكيد على موقع ديسكوغز (الإنجليزية)